# Wright (cràter)
|  | No s'ha de confondre amb el cràter marcià Wright (cràter marcià). |

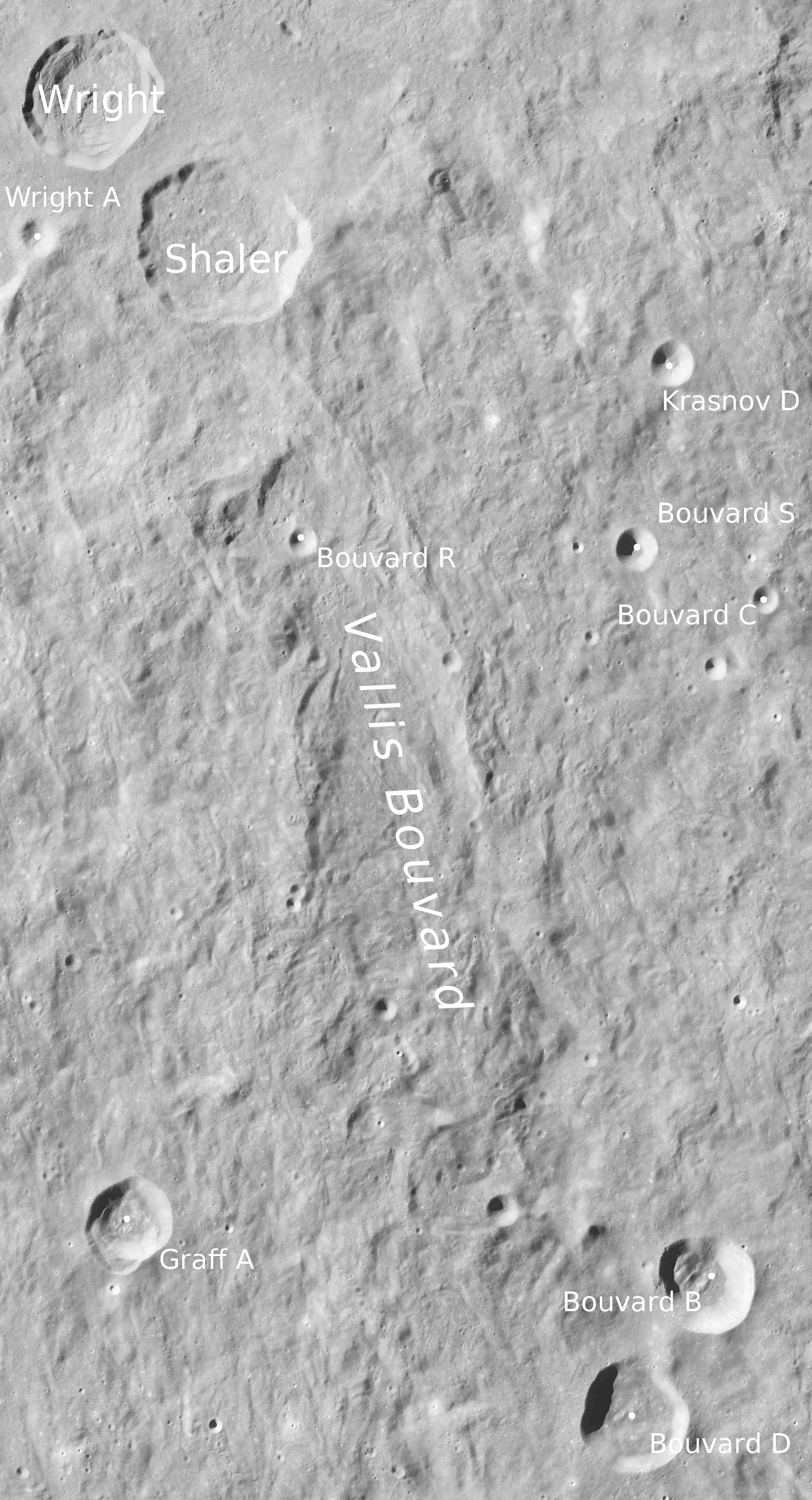
Entorn de Wright. Fotografia de la missió Lunar Reconnaissance Orbiter

Wright és un cràter d'impacte que es troba prop del límit visible occidental de la Lluna, en la plana irregular situada entre els Montes Cordillera i els Montes Rook, dues formacions muntanyenques en forma d'anell que envolten la Mare Orientale. Just al sud-est es troba el cràter lleugerament més gran Shaler. Al nord de Wright apareix el cràter Pettit.

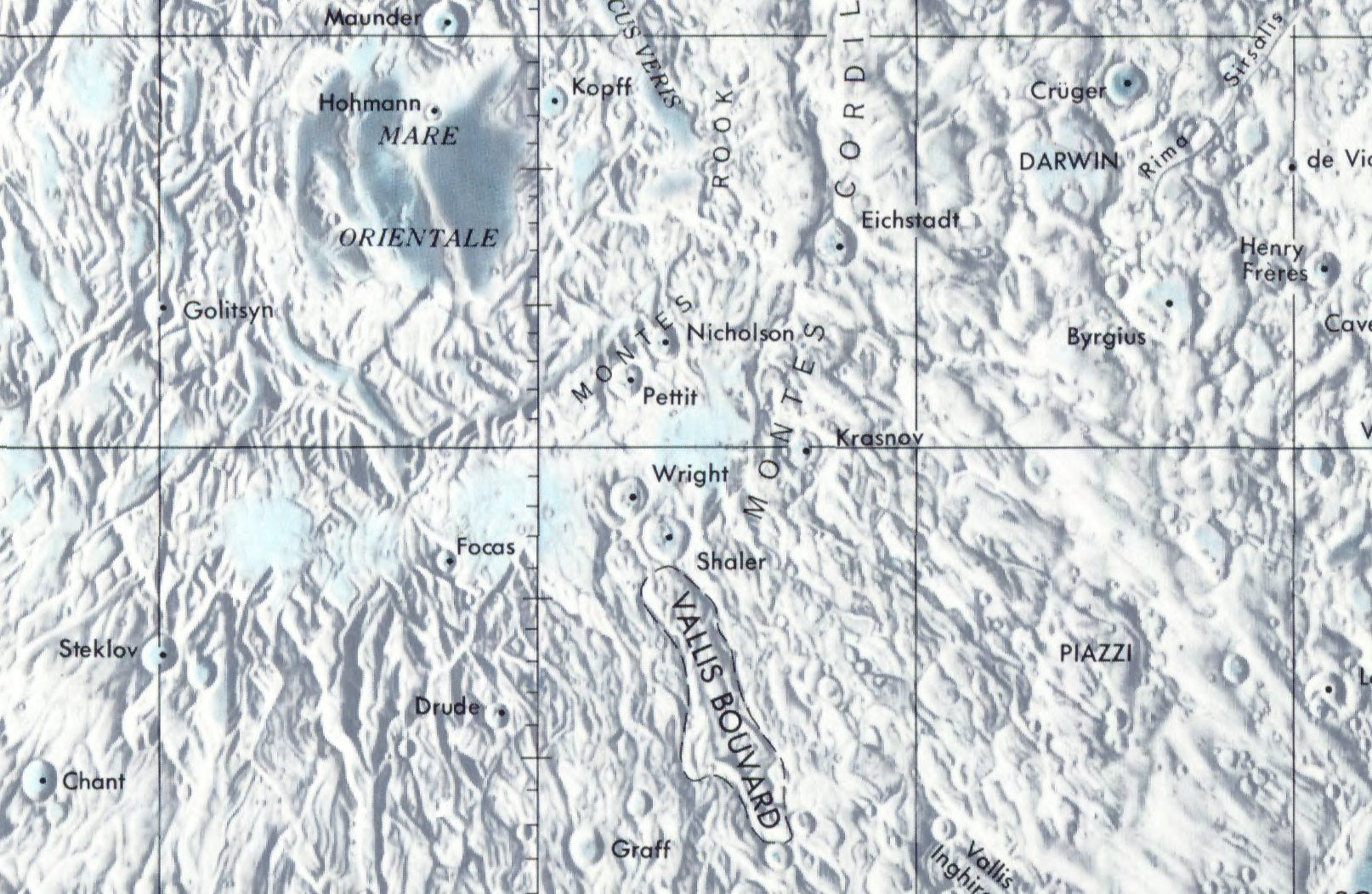
Localització de Wright (centre de la imatge)

La vora exterior de Wright és una mica irregular, amb una protuberància cap a l'exterior en el costat nord-est. La vora té un perfil afilat, amb desploms en la paret interior que han format talusos terraplenats. El sòl interior és de superfície irregular, particularment en la meitat oriental. El cràter satèl·lit Wright A jeu a mig diàmetre al sud-sud-oest, en el límit dels Montes Cordillera.
A causa de la ubicació d'aquest cràter, es veu gairebé lateralment des de la Terra, la qual cosa limita el detall que es pot apreciar. A més, aquest cràter de vegades pot quedar amagat a la vista a causa de la libració de la Lluna en la seva òrbita.

## Cràters satèl·lit
Per convenció aquests elements són identificats en els mapes lunars posant la lletra en el costat del punt central del cràter que està més prop de Wright.
|        | \| Wright \| Coordenades \| Diàmetre \| \| ------ \| ------------------------------------ \| -------- \| \| A \| 32° 48′ S, 87° 12′ O / 32.8°S,87.2°O \| 11 km \| |          |
| Wright | Coordenades | Diàmetre |
| A      | 32° 48′ S, 87° 12′ O / 32.8°S,87.2°O | 11 km    |